# Métro léger
 (mai 2009).
Si vous disposez d'ouvrages ou d'articles de référence ou si vous connaissez des sites web de qualité traitant du thème abordé ici, merci de compléter l'article en donnant les références utiles à sa vérifiabilité et en les liant à la section « Notes et références ».
Pour les articles homonymes, voir LRT.
Ne doit pas être confondu avec Métro de capacité intermédiaire.

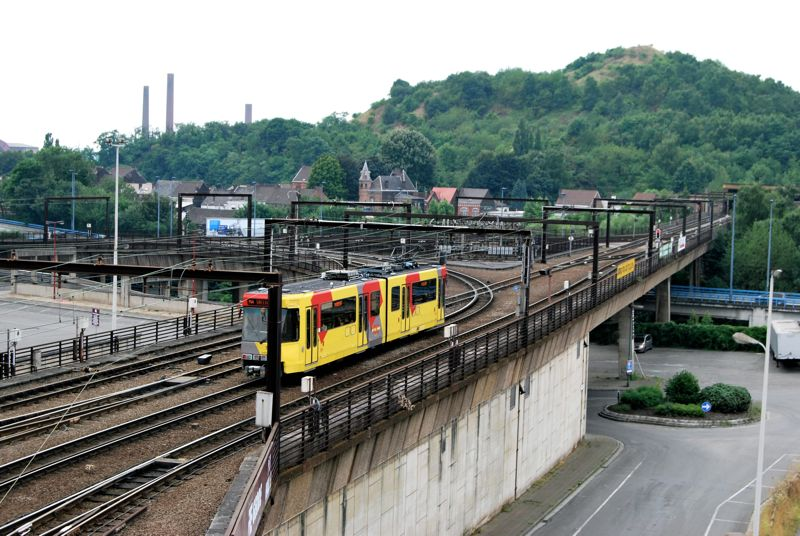
Viaduc du métro léger de Charleroi, à la sortie de la station Beaux-Arts.

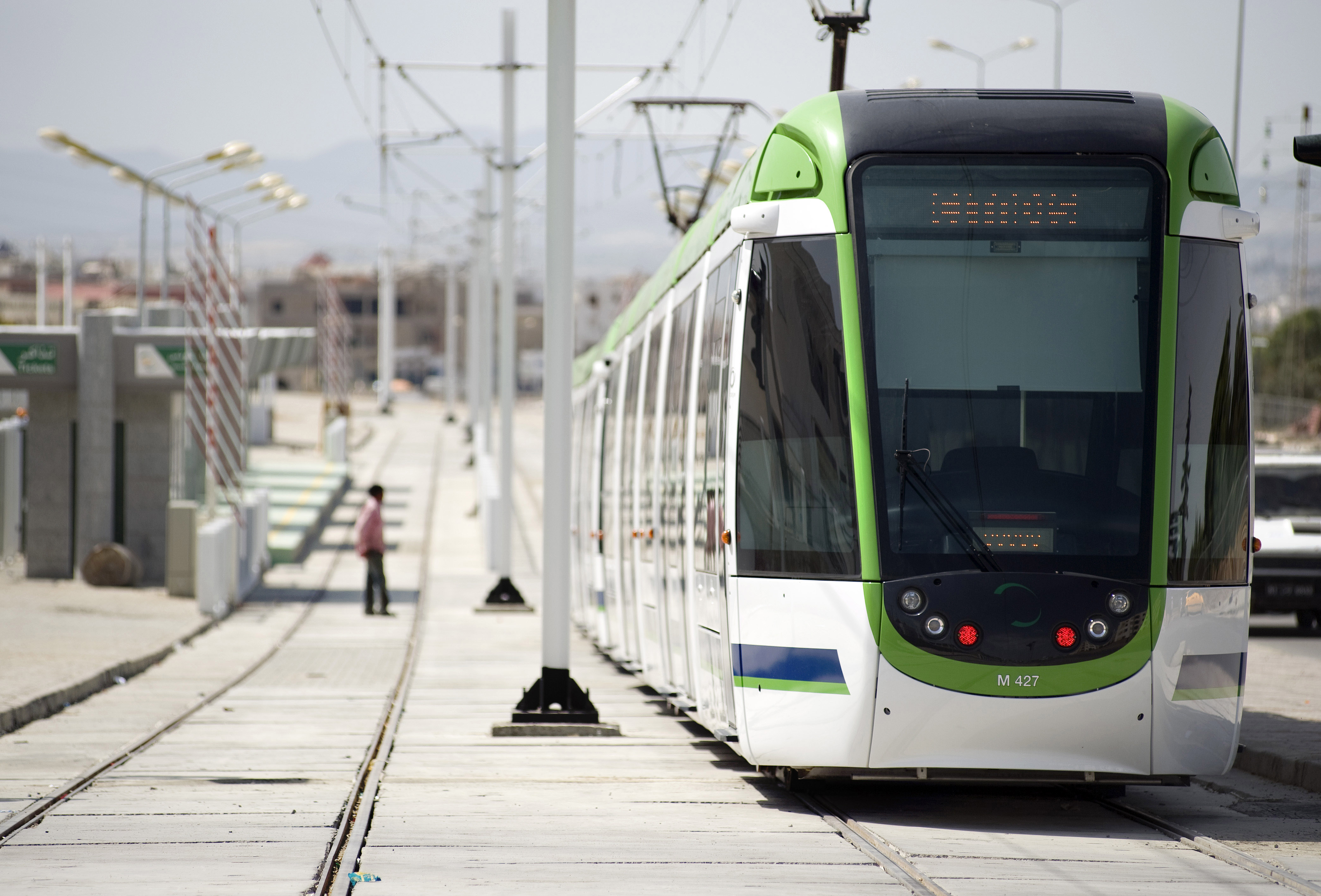
Métro léger de Tunis (Tunisie)

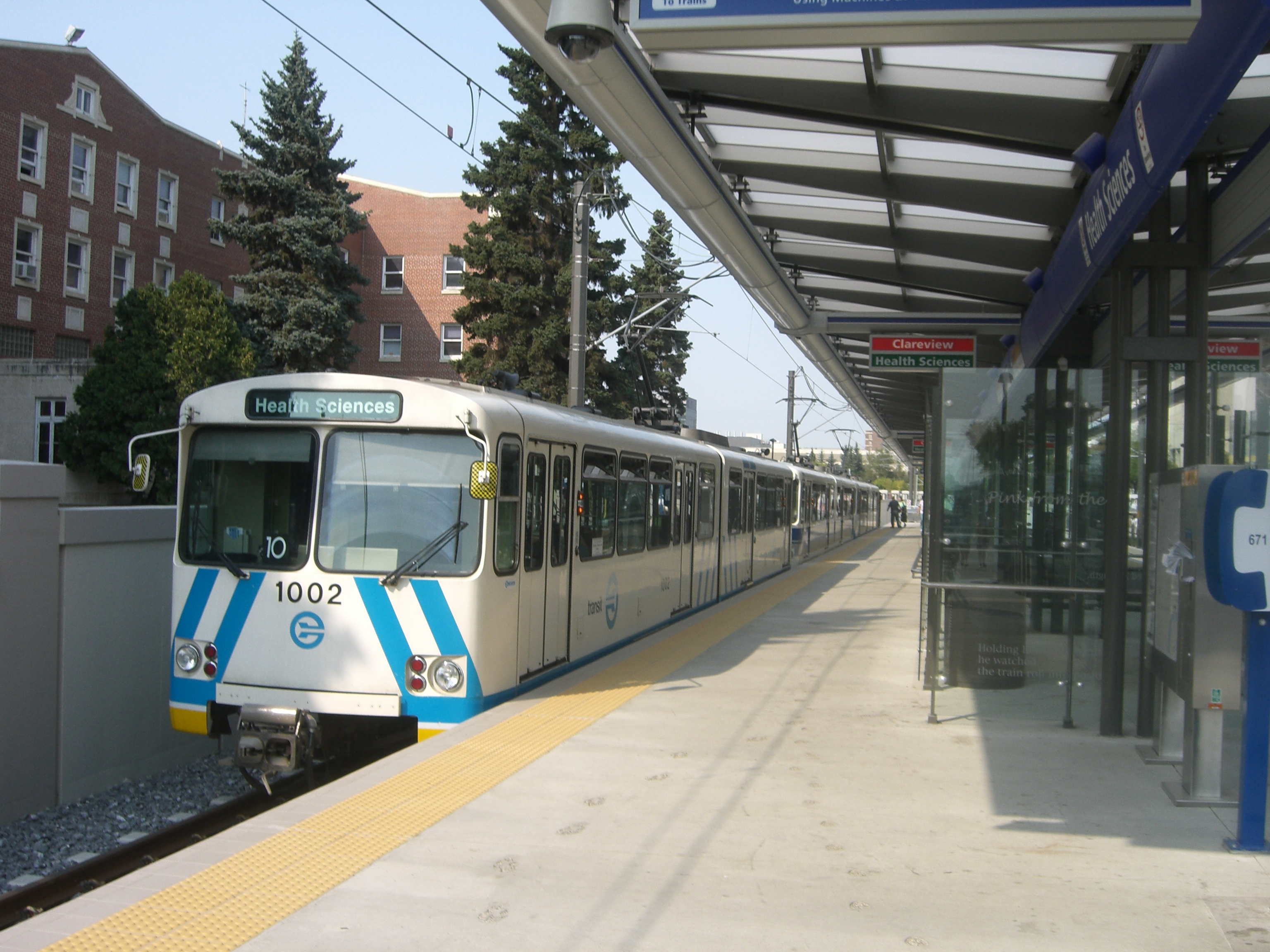
Edmonton LRT (Canada)

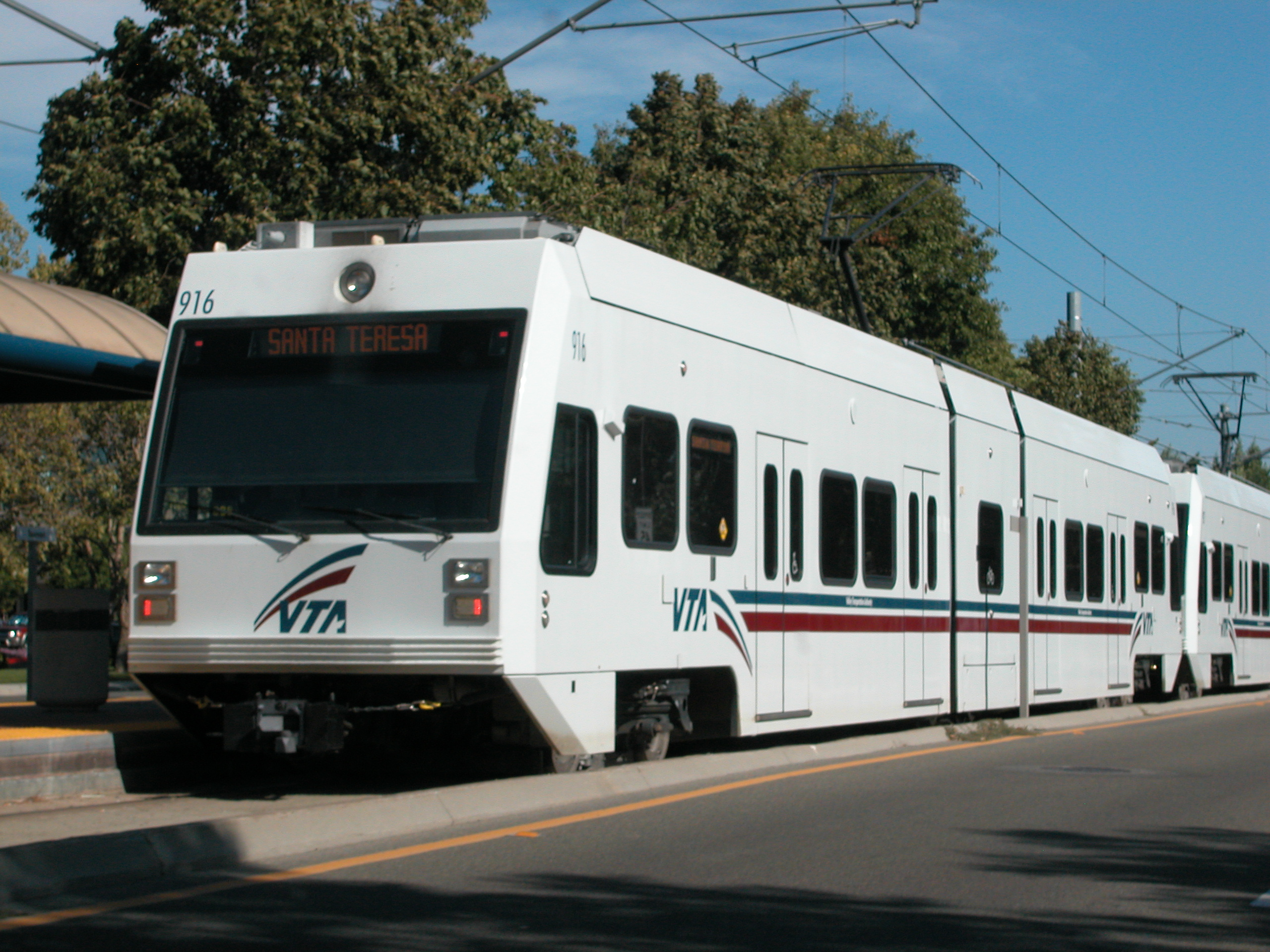
Métro léger de la Santa Clara Valley Transportation Authority (Californie), 2005

Un métro léger ou système léger sur rail (équivalent du terme anglais : light rail ou light rail transit), est une forme de transport urbain possédant un matériel et une capacité à mi-chemin entre le tramway et le métro.
Très répandu en Amérique du Nord et en Allemagne, le métro léger possède une infrastructure mêlant site-propre intégral et circulation en voirie. Il est généralement assimilable à un tramway de surface à la périphérie et à un métro souterrain dans le centre-ville. Ce mode de transport est adapté aux agglomérations dont la taille ne justifie pas un métro lourd sur toutes les lignes, mais qui souhaitent s'affranchir partiellement du trafic de surface.
Le matériel roulant utilisé est généralement plus léger que celui d'un vrai métro. Il peut posséder un plancher haut comme un train ou un métro classique, ou bien un plancher bas, auquel cas il aura généralement recours à du matériel de type tramway.
La technologie moderne de train léger sur rail est souple et adaptable, et un système donné est considéré comme système de transport en commun rapide ou pas selon ses caractéristiques. Il ne faut pas confondre le métro léger avec le métro à gabarit réduit, comme le véhicule automatique léger (VAL).

## Principe
En combinant la priorité de passage et les technologies de contrôle des trains, le métro léger offre parmi les systèmes ferroviaires les plus vastes possibilités dans la conception, l'ingénierie et les pratiques d'exploitation. Le défi dans la conception de systèmes légers sur rail est d'utiliser leur potentiel pour fournir un service rapide et confortable, tout en évitant le dimensionnement et les investissements au-delà de ce qui suffit pour répondre aux besoins de la population.
Le métro léger se distingue d'un tramway « classique » par deux caractéristiques majeures :
- il roule presque exclusivement sur une emprise dédiée (site propre). Cependant, cette emprise, contrairement à celle d'un métro « classique », peut être traversée à niveau par des voies de circulation routière et piétonne, et son infrastructure peut être soit légère (comme celle d'un tramway), soit lourde (comme celle d'un métro).[réf. nécessaire]

- il possède éventuellement des sections souterraines en centre-ville, ce qui augmente la fiabilité de l’exploitation.

La différence essentielle par rapport à un métro classique réside dans le mode d'exploitation des métros légers. À la différence du métro classique, pour lequel une infrastructure correspond à une ligne de transport ayant une ou deux origines/destinations, le métro léger est le plus souvent exploité sous forme de réseau maillé (lorsque le réseau en question compte au moins deux lignes/infrastructures) : plusieurs lignes, qui ont des origines et des destinations différentes, circulent sur des distances variables et sur des tronçons de voie communs.